# Mîrne, Krînîcikî
Mîrne (în ucraineană Мирне) este un sat în comuna Drujba din raionul Krînîcikî, regiunea Dnipropetrovsk, Ucraina.

## Demografie
Componența lingvistică a localității Mîrne
     Ucraineană (95,15%)
     Rusă (3,96%)
Conform recensământului din 2001, majoritatea populației localității Mîrne era vorbitoare de ucraineană (95,15%), existând în minoritate și vorbitori de rusă (3,96%).